# معركة بني وليد
معركة بني وليد هي نزاع دارَ في مدينة بني وليد الليبيَّة بين قوات الثوار الليبيين وكتائب العقيد معمر القذافي بدأت في 8 سبتمبر 2011 . سبقت المعركة مُفاوضات طويلة بدأت قبلها بحوالي أسبوعين ، إذ أن الثوار كانوا يَودُّون دخول المدينة دونَ إراقة دماء، لكن المُفاوضات فشلت، فرفع الملشيات السلاح وبدؤوا القتال ودك بني وليد بالصواريخ الغراد.

## الخلفية

### الثوار يُحاصرون المدينة
معَ سقوط العاصمة طرابلس وانحسار قوة القذافي في أواخر شهر أغسطس 2011، أصبحت سيطرته محدودة في البلاد، وبقيت في يده ثلاث مدن رئيسية فقط، وهيَ ما أصبح يُسمى بـ«مثلث القذافي»، وهذه المدن هي سبها في الجنوب وسرت في الوسط وبني وليد في الغرب. وفي يوم الأحد 27 أغسطس فرَّت 60 إلى 80 عربة تابعة لكتيبة خميس القذافي من طرابلس نحوَ بني وليد، في ظلِّ تجمُّع لبقايا الكتائب في الجبل الغربي بالمدينة تجهيزاً للمعركة.
أواخر أغسطس
في يوم الأربعاء 31 أغسطس أفادت أنباءٌ بوُجود اشتباكات خفيفة بين الثوار وموالين للقذافي في محيط بني وليد، وقال المجلس الوطني الانتقالي أن الثوار يَستعدون لمُحاصرة المدينة. وفي اليوم ذاته شن حلف الناتو غارات مكثفة عليها دمر خلالها مستودعاً للذخيرة وثلاث قاذفات صواريخ. لكن معَ ذلك فقد أفادَ المجلس الانتقالي أيضاً في أواخر أغسطس بأن قادة جيش التحرير الوطني الليبي بعثوا برسالة إلى وجهاء بني وليد يُطالبونهم فيها بتوضيح موقفهم من ثورة 17 فبراير والطرف الذي يُؤيدونه، لكنه لم يُوضح ما إذا كانوا قد تلقوا رداً على رسالتهم أم لا.
3 سبتمبر
في يوم السبت 3 سبتمبر أعلن المجلس الوطني الانتقالي أنه منحَ مهلة أسبوع - تنتهي في 10 سبتمبر - لمدينة بني وليد لكي تُعلن استسلامها كمحاولة لحقن الدماء،  وأن الثوار سيشرعون في مهاجمتها بعد ذلك إن رفضت الرضوخ، لكنه قالَ أيضاً أن المدينة ستظلُّ محاصرة خلال هذه الفترة، وأعلن أن الثوار أصبحوا يُحاصرونها بالفعل، على الرُّغم من أنهم يَسمحون بدخول المساعدات الإنسانية إليها ويُزودونها بالكهرباء والماء والاتصالات. لكن مع هذا فقد صرَّحَ قائد المجلس العسكري للثوار في ترهونة «عبد الرزاق الناضوري» في صباح اليوم ذاته بأن معَ قبائل بني وليد مهلة 24 ساعة فحسب - حتى صباح الأحد - لكي تستسلم للثوار، وإلا فإن القتال سيبدأ. كما قالَ قائد المجلس العسكري للثوار بطرابلس في اليوم ذاته أنه حصلَ على تقرير من شهود عيان دخلوا بني وليد بأن مُعظم جنود القذافي هربوا وتركوا مواقعهم، وبأن المدينة سقطت تقريباً، وأعلن أيضاً أن قوات من الثوار قوامها 600 رجل و200 عربة باتت على مسافة 20 كيلومتر فحسب من المدينة دون أن تُواجه أدنى مقاومة.
4 سبتمبر
أعلن المجلس الانتقالي في يوم الأحد 4 سبتمبر أن المُفاوضات فشلت تماماً، فقد قالَ رئيس فريق التفاوض أن الثوار اشترطوا منذ بداية المُفاوضات عدمَ التحدث معَ جنود للقذافي تورَّطوا في قتل مدنيين، ولاحقاً حصلت بعض التوترات لأن أنصار القذافي طلبوا من الثوار الدخول إلى المدينة دون أسلحة، مما اعتبره رئيس التفاوض مُحاولة لقتلهم بعدَ أن يدخلوا المدينة غير مسلَّحين. وكانت نهاية المُفاوضات في مساء السبت، عندما اتفق فريق تفاوض الثوار معَ وجهاء بني وليد أخيراً على دخولها سلمياً، لكن غُدرَ بهم أثناء خروجهم من المدينة بعدَ عقد الاتفاق، إذ هاجمهم أنصار القذافي وأطلقوا عليهم النار. لكن على الرغم من فشل المُفاوضات وانتهائها، فقد قال رئيس فريق التفاوض أنه سيَترك أمر اتخاذ قرار بدء القتال من عدمه للقائد العسكري الميداني. وفي يوم الأحد أيضاً قالَ أحد قادة الثوار (الذين يَنتمي مُعظمهم إلى قبيلة ورفلة، وكانوا قد جاؤوا من مدينتي ترهونة ومصراتة المُجاورتين) أنهم باتوا على مسافة 10 كيلومترات فحسب من بني وليد، فيما أفادت أنباءٌ أخرى بأنهم أصبحوا يُحاصرونها من ثلاث جهات.
5 سبتمبر
في يوم الإثنين 5 سبتمبر قالَ أحد الثوار حولَ بني وليد أن الوضع هادئ ولا تُوجد معارك في الوَقت الحالي، لكنهم يَنتظرون الأوامر للبدء بالقتال، وذلك بعدَ فشل المُفاوضات بشكل حاسم بين الطرفين. كما قال الساعدي القذافي في تصريحٍ له خلال اليوم أن سبب فشل المفاوضات في بني وليد كان خطابات أخيه سيف الإسلام المُستفزة، وقال أنه لم يَرى أخاه هذا ولا أباه منذ شهرين، وأنه قريبٌ من بني وليد لكنه يَتنقل باستمرار.
6 سبتمبر
التقى قادة الثوار في يوم الثلاثاء 6 سبتمبر بوجهاء من بني وليد في مسجد محليٍّ يَبعد عن المدينة مسافة 40 كيلومتراً، وكان اللقاء تحتَ عيون الإعلام دون تضييق. وعندَ بداية المُفاوضات قدَّمَ الثوار عرضهم بأنهم سيَسمحون بدخول المواد الطبية والمُساعدات إلى المدينة، وسيَقومون بإصلاح خدمات الكهرباء بها وإرجاع كافة الاتصالات، وتعهَّدوا بعدم إيذاء أي مواطن غير مسلح، وذلك مُقابل أن يَدخلوا المدينة سلمياً ويَضموها إلى لواء المجلس الوطني الانتقالي. وأما وُجهاء المدينة فقد كان ردُّهم أن الأهالي معَ الثورة بشكل عام، لكنهم طلبوا من الثوار أن يَتخذوا المَزيد من الخطوات لكسب ثقتهم وإقناعهم أكثر بأنهم سيَدخلون بني وليد سلمياً. وبانتهاء الجلسة كان الطرفان قد توصلاَّ إلى شبه اتفاق، فأخذ الثوار بإطلاق النار في الهواء مُعبرين عن فرحهم بما أسموه «صلح مسجد وادي وشتاتة». لكن على الرُّغم من كل هذا فإن الصلح لم يُفضي إلى شيء، فعندما كان الوجهاء عائدين إلى بني وليد تعرَّضوا إلى إطلاق نار من طرف مسلَّحين يُرجَّح أنهم موالون للقذافي، ثمَّ وبعد أن وصلوا المدينة مُنعوا من دخولها وطُلبَت منهم المغادرة دون إبلاغ الأهالي بنتيجة المُفاوضات، وبذلك انتهت آخر مُحاولة لعقد الصلح وحقن دماء سكان المدينة.
7 سبتمبر
سادَ الهدوء التام مدينة بني وليد ومُحيطها في يوم الأربعاء 7 سبتمبر في ظلِّ انقسام قيادات المجلس الوطني الانتقالي، إذ يَرى البعض أن المُفاوضات شارفت على النجاح، فيما قالَ آخرون أنها انتهت ولن تَعود، وأما الثوار فقد ظلُّوا بانتظار الضوء الأخضر لدخول المدينة على أمل أن يَكون ذلك بشكل سلمي.

## المعركة

### اشتباكات مُحيط المدينة
في صباح يوم الخميس 8 سبتمبر أطلقت كتائب القذافي من داخل بني وليد ما لا يَقل عن 10 صواريخ نحوَ منطقة «وادي دينار» التي تبعد مسافة 20 كيلومتر تقريباً عن المدينة. فيما قالَ الثوار أن الوضع الإنساني داخلها أصبحَ سيئاً، معَ نقص المواد الطبية والغذائية باستمرار. كما حاولَ بعض جنود الكتائب في الليلة السابقة الخروج من بني وليد ومُهاجمة الثوار، غيرَ أن الثوار تمكنوا من صدهم وقتلوا أحدهم، واستطاعوا بهذا التقدم مسفة 20 كيلومتر إضافية نحوَ المدينة، فيما قالوا أنهم مُلتزمون بالهدنة المعقودة حتى يوم السبت.
وفي صباح يوم الجمعة 9 سبتمبر (قبلَ ساعات فحسب من انتهاء المهلة المعطاة للمدينة) بدأ الثوار هجوماً وزحفاً شديدين نحوَ بني وليد بهدف بلوغ أطراف المدينة بعدَ أسبوعين من الوُقوف على مسافة عشرات الكيلومترات منها، فيما قالوا أنهم لا يَنوون خرق مهلة الاستسلام، إنما يُريدون فقط بلوغ حُدود المدينة ولن يَدخلوها قبل انتهاء المهلة. وعندَ بدء القتال اتجهَ الثوار بأعداد كبيرة نحوَ الجبهة حاملين معهم عشرات صناديق الصواريخ من عدة أنواع، كما كانت سيَّارات الإسعاف تُشكل خطاً متصلاً ذهاباً وإياباً لنقل الجرحى والمُصابين باستمرار ومعالجتهم. وفي نفس الوَقت الذي بدأ فيه هذا الزحف من الخارج، تحرَّكت قوَّات للثوار داخل بني وليد نفسها ودخلت في اشتباكات عَنيفة وحرب شوارع معَ قوات القذافي، وبذلك أعطت الفرصة لثوار الخارج للتقدم أكثر حتى باتوا على مسافة كيلومترٍ واحدٍ فحسب من المدينة. ووفق أحد قادة الثوار الميدانيِّين فإن الهُجوم لم يَكن شاملاً على المدينة، إنما استهدفَ فقط المواقع التي تستخدمها الكتائب لقصفهم بصواريخ الغراد من باب «الدفاع عن النفس»، وقالَ أنهم لن يَبدؤوا هجوماً شاملاً حتى يَحصلوا على ضوء أخضر من المجلس الانتقالي. وبنهاية الاشتباكات كانت النتيجة هيَ مقتل أحد الثوار وإصابة 2، في مُقابل مقتل 5 من جنود القذافي وأسر 7 آخرين، فيما تمكن الثوار من السيطرة على منطقة «وادي دينار» التي كانت تفصل بين مواقعهم ومواقع الكتائب، وأصبحوا عندَ بوابات المدينة.

### دخول المدينة
وصلت في صباح يوم السبت 10 سبتمبر تعزيزات عسكرية كبيرة إلى الثوار المُتمركزين عندَ مداخل بني وليد، فبدأت قوَّاتهم بالتجمع بداية في نقطة تبعد 30 كيلومتراً عن المدينة، فيما كانت قوات أخرى لهم تُحافظ على مواقعهم التي أخذوها البارحة عندَ مداخل المدينة، وذلك قبلَ أن يُطلقوا «هُجومهم الشامل» الذي كانوا يَعدون به منذ الأمس. بدأ الاقتحام من جهة الشمال، وتمكن الثوار سريعاً من السيطرة على بعض المناطق في القسم الشمالي من المدينة، ثمَّ أخذوا بتمشيطها بحثاً عن القناصة، غير أن أحد القناصين قتلَ مقاتلاً من الثوار بنيرانه. وبعدَ عدة ساعات من حرب الشوارع الشديدة ومُقاومة الكتائب العنيفة التي لم يَتوقعها الثوار، أصدرَ قادة الثوار الميدانيُّون الأوامر بالتراجع من المدينة تهييئاً لقصف من طرف حلف الناتو، فبدأت على الفور عشرات السيَّارات بالانسحاب من المدينة، وبالفعل جاءت طائرات الناتو بعدَ فترة وقصفت المدينة فيما لا يَقل عن خمسة مواقع.
في يوم الأحد 11 سبتمبر استمرَّت الكتائب بقصف الثوار المتركزين خارجَ بني وليد باستخدام صواريخ غراد ومدافع الهاون، ولذا فقد شنَّ الثوار هجوماً بدورهم عليها وتمكنوا من السيطرة على الجزء الغربي من المدينة. وخلال اليوم أيضاً جاءت إلى الثوار المزيد من التعزيزات العسكرية قادمة من مناطق مُجاورة، فيما قصفَ الناتو المدينة مجدداً. وقد أدت اشتباكات الأحد هذه إلى سُقوط 10 قتلى على الأقل في صُفوف الثوار. وكان الثوار قد بلغوا في اليوم ذاته مسافة ثلاث كيلومترات من بني وليد (في ظل تراجع وتقدم مستمرِّين لهم)، وبدؤوا بالتجمع حولها استعداداً لاقتحامها. بدأت قوات الثوار بالتجمع في صباح يوم الإثنين 12 سبتمبر حولَ بني وليد مجدداً معَ استمرار بعض الاشتباكات الخفيفة داخلها، وقالوا أنهم يُرسلون باستمرار دوريات استطلاعية إليها تقترب من وَسط المدينة وتعطيهم معلومات عن مواقع القناصة وغيرها. وقد أدت حرب الشوارع التي استمرَّت داخل المدينة طوالَ اليوم إلى سُقوط عدة جرحى بين الثوار.
حشدَ الثوار في يوم الثلاثاء 13 سبتمبر قوات إضافية حولَ المدينة. وفي يوم الأربعاء 14 سبتمبر تضخمت كثيراً حركة النزوح من بني وليد، حتى أن المجلس الانتقالي قدر عدد النازحين بحوالي نصف سكان المدينة، فيما أعطى لباقي الأهالي الذين لا زالوا داخل المدينة مهلة يومين لمُغادرتها نظراً إلى شراسة القتال الذي سيَندلع بعد ذلك، كما وفر لهم وقوداً مجانياً في المناطق التي يُسيطر عليها بشمال المدينة لكي يُتيح لهم المُغادرة.
شهدَ يوم الخميس 15 سبتمبر بعض الجُمود في القتال، وقالَ أحد قادة الثوار - بعدَ نزوح السكان الأخير - أنهم أصبحوا على استعدادٍ لاستخدام الأسلحة الثقيلة (التي كانوا يَخشون إصابة المدنيين بها سابقاً) في حال استخدمتها ضدهم قوات القذافي، فيما قامت هذه القوات بنشر كميات من النفط حولَ وسط المدينة لإعاقة تقدم الثوار نحوها. وفي يوم الجمعة 16 سبتمبر بدأ الثوار هجومهم أخيراً على المدينة. فقد قامت كتائب القذافي صباحَ اليوم بإطلاق أربع أو خمس صواريخ باتجاه موقعٍ للثوار شمالي بني وليد، ولم تُسبب الصواريخ أي خسائر أو إصابات في صُفوف الثوار، لكنهم دخلوا بعدَ هذا الهُجوم مباشرة في اشتباكات معَ جنود الكتائب، قبلَ أن يُعطي قادة الثوار أوامر ببدء الزحف نحوَ المدينة. وقد انطلقت قوَّات الثوار - الذين بلغ عددهم حوالي الألف بعدَ حشدهم في المنطقة - من مصنع يَقع على مسافة 20 كيلومتر شمالي المدينة كانت تتحصن داخله، وسُرعان ما دخلت بني وليد نفسها وبدأت اشتباكات شديدة عنيفة معَ كتائب القذافي في قلبها. وبعدَ هذه الاشتباكات تمكن الثوار من اختراق خطوط الكتائب عندَ المداخل الشمالية والشرقية والجنوبية للمدينة وسيطروا على ثلاثة أحياء فيها، فيما بلغوا وسطها (منطقة وادي الزيتون) وبدؤوا معركة فيه معَ قوات القذافي. لكن بعدَ فترة من القتال بدأ الثوار يَتقهقرون تحتَ وطأة نيران قناصة القذافي وأفواج من صواريخ قواته، فسقطَ بينهم ما لا يَقل عن 5 قتلى و20 جريحاً على الرغم من أسرهم لـ16 من مقاتلي القذافي، وهوَ ما أجبرهم على التراجع والانسحاب من المدينة بالكامل لإعادة تنظيم صُفوفهم وتهييئها للهُجوم القادم.

### اشتباكات الكرّ والفرّ
في يوم السبت 17 سبتمبر شنت كتائب القذافي هجوماً عنيفاً على الثوار في بني وليد - بعدض أن وصلها رتل من التعزيزات قادماً من سرت - مُستخدمة صواريخ غراد لإجبارهم على الانسحاب منها مجدداً، وتركز الهُجوم على موقع يَبعُد كيلومترات فحسب عن وسط المدينة مسحَ بالكامل بعدَ القصف، وقد ردَّ الثوار على ذلك باستخدام المدفعية الثقيلة، لكن أحد مقاتليهم قتلَ وأصيب اثنان آخران خلال القصف المكثف. ولاحقاً في مساء اليوم أعادَ الثوار تنظيم صُفوفهم ثمَّ دخلوا المدينة مجدداً لاستعادة سيطرتهم عليها. وفي صباح يوم الأحد 18 سبتمبر اندلعت اشتباكات في مُحيط بني وليد وعندَ مدخلها الشمالي بين الثوار والكتائب، وذلك بعدَ أن وصلت الثوار تعزيزات قادمة من تاجوراء في طرابلس وبعدَ أن حاصروا المدينة بالكامل لتضييق الخناق على قوات القذافي.
في يوم الإثنين 19 سبتمبر قرَّرَ الثوار اقتحام بني وليد مجدداً، ووضعوا خطة بأن يَبدأ الهُجوم بتقدم الدبابات والشاحنات المسلحة بقاذفات الصواريخ والمدافع المضادة للطائرة، تتبعها فرق المُشاة ذوي الأسلحة الخفيفة. لكن قبلَ أن يُعلن عن بدء الهُجوم تقدمت وحدات من المُشاة نحوَ الجبهة سابقة الآليات الثقيلة دون أوامر مسبقة، وبذلك أصبحوا هدفاً سهلاً لصواريخ كتائب القذافي ونيرانها، وتحتَ وطأة هذا القصف العنيف أجبرَ الثوار على الانسحاب مرة أخرى من المدينة وفشل هُجومهم. كما قامت مروحيَّتان تركيتان خلال اليوم بإنزال شحن من المساعدات الإنسانية فوقَ المدينة.
في يوم الثلاثاء 20 سبتمبر وبعدَ أن كان الثوار يَجوبون مناطق تبعد 6 كيلومترات فقط عن بني وليد تعرَّضوا لقصف بصواريخ الكتائب، فأجبروا على التراجع حتى مسافة 20 كيلومتراً من المدينة، لكن سُرعان ما عادَ بعض المقاتلين إلى جبهة القتال عندَ ظهر اليوم، ولم يُعلَم ما إذا كانت قد دارت معركة هناك لاحقاً أم لا. كما قامَ برنامج الغذاء العالمي يومَ الثلاثاء بتسليم 137 طناً من الأغذية إلى نازحين فرُّوا من بني وليد إلى منطقة تسمى «المشايخ» تبعد عنها 180 كيلومتراً، وقالَ البرنامج أن هذه المساعدات تكفي عشرة آلاف شخص. وفي يوم الأربعاء 21 سبتمبر سادَ هدوءٌ الجبهة، معَ وُقوع بعض القتلى بين الثوار بالخطأ نتيجة لسوء استخدام السلاح، وسيادة الفوضى في صُفوفهم (وفق أقوالهم هم أنفسهم). من جهة أخرى جاءت تعزيزات من أربع دبابات تي 52 إلى مُحيط بني وليد خلال اليوم لمُساعدتهم في اجتياح المدينة، كما تعرَّضوا لقصف من طرف كتائب القذافي أجبرهم على التراجع مسافة إضافية. في يوم الخميس 22 سبتمبر حدثت بعض الاشتباكات الخفيفة حولَ بني وليد. وفي يوم الجمعة 23 سبتمبر اندلعت بعض الاشتباكات الخفيفة في مُحيط المدينة، إذ أخذَ الثوار بقصف الكتائب التي تتمركز داخلها كلَّ فترة بالصواريخ الموجهة، فتردُّ الكتائب بإطلاق صواريخ غراد عشوائياً، لكن لم تحدث معارك حقيقيَّة أو مباشرة.
في يوم السبت 24 سبتمبر أطلقت كتائب القذافي المزيد من الصواريخ على الثوار المتمركزين حول المدينة. فيما شهد يوما الأحد والإثنين 25 و26 سبتمبر هدوءاً على الجبهة معَ محاصرة الثوار لبني وليد. كما دارت بعض الاشتباكات الخفيفة بمحيطها في يوم الثلاثاء 27 سبتمبر.